# Aire urbaine de Gaillac
L'aire urbaine de Gaillac est une aire urbaine française constituée autour de la ville de Gaillac (Tarn).

## Caractéristiques
L'aire urbaine de Gaillac (Tarn) est composée de 3 communes, toutes situées dans le Tarn.
Son pôle urbain est l'unité urbaine de Gaillac (couramment : agglomération).

### Communes
Liste des communes appartenant à l'aire urbaine de Gaillac selon la nouvelle délimitation de 2010 et sa population municipale en 2016 (liste établie par ordre alphabétique) :
| Nom        | Code Insee | Département | Superficie (km2) | Population (dernière pop. légale) | Densité (hab./km2) | Modifier                                    |
| ---------- | ---------- | ----------- | ---------------- | --------------------------------- | ------------------ | ------------------------------------------- |
| Brens      | 81038      | Tarn        | 22,79            | 2 418 (2022)                      | 106                | modifier les données · modifier les données |
| Gaillac    | 81099      | Tarn        | 50,93            | 16 080 (2022)                     | 316                | modifier les données · modifier les données |
| Senouillac | 81283      | Tarn        | 15,01            | 1 123 (2022)                      | 75                 | modifier les données · modifier les données |

## Évolution démographique
L'évolution démographique ci-dessous concerne l'unité urbaine selon le périmètre défini en 2010.
| 1968   | 1975   | 1982   | 1990   | 1999   | 2009   | 2011   | 2012   |
| ------ | ------ | ------ | ------ | ------ | ------ | ------ | ------ |
| 12 364 | 12 677 | 12 571 | 12 621 | 13 507 | 16 366 | 16 902 | 17 127 |

| 2013   | 2014   | 2016   | 2017   | - | - | - | - |
| ------ | ------ | ------ | ------ | - | - | - | - |
| 17 674 | 18 420 | 18 652 | 18 708 | - | - | - | - |